# Ugia taeniata
Ugia taeniata là một loài bướm đêm trong họ Erebidae.